# Eugene J. McCaffrey junior
Eugene J. McCaffrey junior (* um 1933 in Providence, Rhode Island; † 23. Juni 2017 in Warwick, Rhode Island) war ein US-amerikanischer Politiker (Demokratische Partei) und Rechtsanwalt. Im Laufe seiner politischen Karriere gehörte er dem Repräsentantenhaus von Rhode Island sowie dem Senat von Rhode Island an. Von 1973 bis 1976 war er Bürgermeister von Warwick, Rhode Island.

## Leben
McCaffrey wurde als Sohn von Eugene J. McCaffrey und dessen Frau Catherine (geborene Atkinson) geboren und wuchs mit zwei Brüdern und zwei Schwestern in Oakland Beach auf. Er besuchte die LaSalle Academy in Providence sowie das Providence College. Nachdem er an letzterem einen Bachelor of Arts erhalten hatte, diente er im United States Marine Corps. Im Dezember 1959 schied er im Rang eines First Lieutenant aus dem aktiven Militärdienst aus. Im United States Marine Corps Reserve, dem er später angehörte, erreichte er den Rank eines Major. 
Nach seinem Ausscheiden aus dem aktiven Militärdienst nahm McCaffrey ein Studium an der Law School der Suffolk University auf und erhielt dort einen Juris Doctor. McCaffrey praktizierte mehr als 50 Jahre als Rechtsanwalt und war als solcher für den Bundesstaat Rhode Island, den United States District Court und den United States Supreme Court zugelassen. Er begann seine juristische Laufbahn in der Anwaltskanzlei McEntee, Morriss and Vacca in Providence und eröffnete noch während er dort tätig war eine eigene Teilzeit-Anwaltskanzlei in Warwick. Aus dieser Anwaltskanzlei wurde später die erste Vollzeit-Anwaltskanzlei in Warwick. 1988 wurde seine Tochter Mary E. McCaffrey, welche später Richterin am Bezirksgericht von Rhode Island wurde, in der Anwaltskanzlei tätig. 1989 folgte sein Sohn, der spätere Senator im Senat von Rhode Island, Michael J. McCaffrey und 1990 schließlich sein Sohn John T. McCaffrey.
1966 wurde McCaffrey für den 34. Distrikt in das Repräsentantenhaus von Rhode Island gewählt. Später erfolgte seine Wahl in den Senat von Rhode Island, dem er für drei Legislaturperioden angehörte. 1972 wurde er zum Bürgermeister von Warwick gewählt. 1974 erfolgte seine Wiederwahl. 1976 trat er, unterstützt von der Parteiführung, bei den demokratischen Primaries für eine Kandidatur bei den Wahlen zum Repräsentantenhaus der Vereinigten Staaten an, unterlag jedoch Edward Beard.
McCaffrey war verheiratet und hatte eine Tochter und vier Söhne. Er starb im Juni 2017 im Alter von 84 Jahren.